# 南山乡 (玉山县)
南山乡，是中华人民共和国江西省上饶市玉山县下辖的一个乡镇级行政单位。

## 行政区划
南山乡下辖以下地区：
港口村、王石村、胡村、王坊村、大葛村和太甲村。